# Leptodontium luteum
Leptodontium luteum là một loài Rêu trong họ Pottiaceae. Loài này được (Taylor) Mitt. mô tả khoa học đầu tiên năm 1869.